# Poem (Musik)
Die Bezeichnung Poem (franz. poème ‚Werk der Dichtkunst‘, russisch Поема ‚Poem‘) im Titel einer Komposition soll deren Nähe zu Vorstellungen der Dichtkunst betonen. Sie hat während der Jahrzehnte vor und nach 1900 vor allem im französischen und russischen Sprachraum eine gewisse Verbreitung gefunden; ein spezifischer Gattungsumriss lässt sich dennoch nicht bestimmen.

## Der Begriff
Die Bezeichnung „Poem“ als Kompositionstitel tritt erstmals während der achtziger Jahre des 19. Jahrhunderts auf. Sie ist zunächst auf den französischen und russischen Sprachraum beschränkt; in andere Sprachen scheint sie erst erheblich später eingedrungen zu sein (Georg Schumann: Im Ringen um ein Ideal (1916)). Mehrfach wird „Poem“ parallel zu rein technischen Gattungsbezeichnungen wie „Sinfonie“ oder „Ouverture“ als unkommentierter Werktitel eingesetzt (Ernest Chausson, Poème). Unter den frühen Kompositionen überwiegen Orchesterwerke ohne Bezug auf einen bestimmten literarischen Text; vereinzelt finden sich textgebundene Vokalkompositionen (Gabriel Fauré: Poème d’un jour; Ernest Chausson: Poème de l'amour et de la mer).
Eine eigenständige musikalische Gattung scheint sich nie herausgebildet zu haben. Sigfried Schibli schreibt in Alexander Skrjabin und seine Musik, dass die „[…] Gattungsbezeichnungen Etüde, Prélude, Poème, Nocturne, Albumblatt etc. im späten 19. Jahrhundert weitgehend austauschbar geworden“ seien – die in dieser Formulierung implizierte Hypothese, dass „Poème“ vor dem späten 19. Jahrhundert tatsächlich eine Gattung bezeichnet habe, entbehrt freilich jeder Grundlage. Dass die Bedeutung dieser Bezeichnung mehr im Assoziativen als in analytisch herauszuarbeitenden Zügen der Partituren zu suchen ist, deutet Michail Druskin an: „Skrjabin verstand das Poem als poetische Tondichtung über das Ringen des Geistes“.
Die Assoziationsspektren des Wortes sind im Russischen und im Französischen deutlich unterschieden. Im französischen Sprachraum ist „Poème“ ein allgemeiner Oberbegriff für jegliche Form von dichterischem Text, gleichgültig welcher Gattung und Sprache. Es überwiegt die Bedeutung „Versdichtung“; aber auch die Prägung „Poème en prose“ („Prosagedicht“) ist geläufig. Es fallen darunter also so gegensätzliche Werke wie die Epen Homers oder die Prosagedichte Mallarmés. „Poème“ stellt im Französischen nur den allgemeinen Bezug einer Komposition zu dichtungssprachlichen Vorstellungen her. – In der russischen Literatur dagegen ist „Poema“ ein festumrissener Gattungsbegriff. Er bezeichnet ausladende erzählerische Dichtungen, die im Deutschen „Versepos“ oder „Versroman“ heißen würden. Gemeint ist allerdings eine spezifisch russische Ausprägung der Gattung, deren klassische Werke von Alexander Puschkin (Eugen Onegin, (1823–1830), Ruslan und Ljudmila (1820) und viele weitere) und Michail Lermontow (Der Dämon (1841)) stammen. Für das russischsprachige Publikum stellt der Werktitel „Poem“ einen unvermeidlichen Bezug zu dieser russischen Literaturtradition her. Kompliziert wird dieser Bezug durch die Vertrautheit des russischen Bildungsbürgertums vor der Oktoberrevolution mit der französischen Kultur sowie durch die Tatsache, dass insbesondere Skrjabin seinen „Poem“-Kompositionen französische Titel gab.

### Andere Verwendungen
Zu beachten ist, dass die französische Bezeichnung „Poème symphonique“ eine direkte Übersetzung der Mitte des 19. Jahrhunderts von Franz Liszt geprägten Bezeichnung „Sinfonische Dichtung“ ist (im englischen Sprachraum „Symphonic poem“ oder auch „Tone poem“). Daraus lässt sich jedoch nicht konsequent ableiten, dass eine Sinfonische Dichtung stets einen konkreten literarischen Text in Musik umsetzt, das Poem aber nur allgemeine Assoziationen zu poetischen Vorstellungen hervorruft: Schon die von Liszt ausdrücklich als „Sinfonische Dichtung“ bezeichneten Kompositionen Orpheus (1853–1854) und Prometheus (1850–1855) verzichten auf eine bestimmte literarische Vorlage. Andererseits schrieb Skrjabin ein Gedicht Le Poème de l’Extase, das mit dem gleichnamigen Orchesterstück in einer wenn auch komplizierten Wechselbeziehung steht.
Im Lauf des 20. Jahrhunderts traten zunehmend Termini wie „Gedicht“ oder „Poème“ als Ersatz für die durch die Tradition des 19. Jahrhunderts belasteten Bezeichnungen „Lied“, „Song“, „Chanson“, „Mélodie“ usw. ein. Hier ist „Poem“ nicht mehr assoziationsreiche Bezeichnung für die Komposition, sondern verweist in betonter Nüchternheit auf den vertonten Text. Nachdem bereits Richard Wagner seinen 1857–58 entstandenen Wesendonck-Liedern den Titel Fünf Gedichte für Frauenstimme und Klavier gegeben hatte, wurde dieses Verfahren vereinzelt während der 1920er und 1930er Jahre angewendet (mehrfach bei Albert Roussel: Deux poèmes chinois (Zwei chinesische Gedichte) op. 47 (1932), Deux poèmes de Ronsard (Zwei Gedichte von [Pierre de] Ronsard) op. 26 (1924) usw.); es findet sich häufiger ab den 1940er Jahren (Elliott Carter: Three Poems of Robert Frost (1942); Aribert Reimann: Fünf Gedichte von Paul Celan (1960), Tre Poemi di Michelangelo (1985)).

## Werke (Auswahl)
Die Komponisten sind nach dem Geburtsjahr geordnet. Originale Titel sind kursiv gesetzt, übersetzte Titel gerade und in Anführungszeichen.
Gabriel Fauré (1845–1924)
- Poème d’un jour op. 21 (Nr. 1 Rencontre; Nr. 2 Toujours; Nr. 3 Adieu). Lieder für Singstimme und Klavier (1880)[3]

Zdeněk Fibich (1850–1900)
- Poème op. 39a (1893), für verschiedene Besetzungen bearbeitet. Ursprünglich Lento für Klavier aus op. 41 (Nr. 14 des IV. Bandes); die Bezeichnung Poème geht auf eine Bearbeitung von Jan Kubelík (1908) zurück.

Vincent d’Indy (1851–1931)
- Poème des montagnes op. 15 für Klavier (1881)
- Souvenirs. Poème op. 62 für Orchester (1906)
- Poèmes des rivages. Sinfonische Suite op. 77 für Orchester (1921)

Ernest Chausson (1855–1899)
- Poème de l’amour et de la mer op. 19 für Singstimme und Orchester (1882–1890, rev. 1893)
- Poème op. 25 für Violine und Orchester (1892–1896)

Claude Debussy (1862–1918)
- Jeux. Poème dansé en un acte (Ballettmusik) für Orchester (1912)

Alexander Glasunow (1865–1936)
- „Lyrisches Poem“ für Orchester Des-Dur op. 12 (1884)
- Poème épique für Orchester (1933)

Georg Schumann (1866–1952)
- Im Ringen um ein Ideal. Symphonisches Poem op. 66 für großes Orchester (1916)

Granville Bantock (1868–1946)
- Pagan Poem für Flöte und Klavier (1930)

Albert Roussel (1869–1937)
- Sinfonie Nr. 1 Le Poème de la forêt op. 7 (1904–1906)

Alexander Skrjabin (1872–1915)
- Orchesterwerke
  - 3. Sinfonie op. 43 Le divin poème (1902–1904)
  - Le Poème de l’Extase op. 54 (1905–1908)
  - Prométhée. Le Poème du feu op. 60 (1908–1910)

- Klavierwerke
  - Deux Poèmes op. 32 (1903, orchestriert von D. Rogal-Levitsky)
  - Poème tragique op. 34 (1903)
  - Poème satanique op. 36 (1903)
  - Poème op. 41 (1903)
  - Deux Poèmes op. 44 (1905)
  - Poème fantasque, Nr. 2 aus: „Drei Stücke“ op. 45
  - Poème ailé, Nr. 3 aus: „Vier Stücke“ op. 51
  - Poème und Poème languide, Nr. 1 und 3 aus: „Drei Stücke“ op. 52
  - Poème, Nr. 1 aus: „Zwei Stücke“ op. 59 (1910)
  - Poème-Nocturne op. 61 (1911)
  - Deux Poèmes op. 63 (Masque, Etrangeté; 1911)
  - Deux Poèmes op. 69 (1913)
  - Deux Poèmes op. 71 (1914)

Maurice Ravel (1875–1937)
- La Valse: Poème choréographique pour orchestre (1906–1920)

 Frank Bridge (1879–1941)
- 3 Poems H. 112 for piano (1913/1914):[5]
  1. Solitude
  2. Ecstasy
  3. Sunset

Ottorino Respighi (1879–1936)
- Poema Autunnale für Violine und Orchester (1920–1925)

Ernest Bloch (1880–1959)
- Poems of the Sea für Orchester (1922)
- Poème mystique, Violinsonate (1924)
- Two Last Poems für Flöte und Orchester (1958)

Edgard Varèse (1883–1965)
- Poème électronique für Tonband (1958)

Charles Tomlinson Griffes (1884–1920)
- Poem für Flöte und Orchester (1919)

Xavier Montsalvatge (1912–2002)
- Poema concertante für Violine und Orchester (1951)

Georgi Swiridow (1915–1998)
- Poema pamyati Sergeya Yesenina („Poem zum Gedenken an Sergei Jessenin“) für Tenor, Chor und Orchester (1955–1956)

György Ligeti (1923–2006)
- Poème symphonique für 100 Metronome (1962)

Alfred Schnittke (1934–1998)
- Poème für Klavier und Orchester (1953, verschollen)